# 冯景兰
冯景兰（1898年3月9日—1976年9月29日），字淮西、怀西，中国地质学家、矿床学家。

## 生平
出生于书香世家，其父馮臺異为清朝进士，其兄冯友兰为哲学家，妹冯沅君为女作家。1916年考入北京大学预科。1918年考取公费赴美国留学，先后就读于科罗拉多矿业学院、哥伦比亚大学。1923年获硕士学位。回国后先后担任中州大学、北洋大学、清华大学、西南联合大学教授、云南大学（兼）等校任教。1952年起在北京地质学院任教。
冯景兰是中国最早进行现代矿床地质研究的学者之一。在担任两广地质调查所技正期间，开展了中国人在两广境内首次进行的现代地质调查，还研究并命名了“丹霞地貌”。此外还参加了黄河、长江、黑龙江的综合考察，江西、河南等地的地质矿产调查等工作。1957年入选中国科学院院士。
冯景兰去世后，其子女于1998年10月将其生前节俭下来的10万元人民币捐赠给中国地质大学，用于设立“冯景兰奖”，以奖励为发展地质教育事业作出突出贡献的教师和学习成绩优异的学生。